# NGC 2563
NGC 2563 is een lensvormig sterrenstelsel in het sterrenbeeld Kreeft. Het hemelobject werd op 13 februari 1787 ontdekt door de Duits-Britse astronoom William Herschel.

## Synoniemen
- UGC 4347
- MCG 4-20-33
- ZWG 119.65
- PGC 23404